# Бромид скандия
Бромид скандия — неорганическое соединение, соль металла скандия и бромистоводородной кислоты с формулой ScBr3, бесцветные гигроскопичные кристаллы, растворимые в воде, образует кристаллогидрат.

## Получение
- Взаимодействие брома и скандия (экзотермическая реакция)

{\displaystyle {\mathsf {2Sc+3Br_{2}\ {\xrightarrow {}}\ 2ScBr_{3}}}}
- Нагревание хлорида скандия в токе бромистого водорода:

{\displaystyle {\mathsf {ScCl_{3}+3HBr\ {\xrightarrow {T}}\ 2ScBr_{3}+3HCl}}}

## Физические свойства
Бромид скандия образует бесцветные кристаллы.
Растворяется в воде, этаноле, ацетоне.
При охлаждении водных растворов выпадает кристаллогидрат состава ScBr3•6H2O.

## Применение
- В газоразрядных лампах высокой интенсивности.